# Christoph Brunner
 (mai 2009).
Si vous disposez d'ouvrages ou d'articles de référence ou si vous connaissez des sites web de qualité traitant du thème abordé ici, merci de compléter l'article en donnant les références utiles à sa vérifiabilité et en les liant à la section « Notes et références ».
Pour les articles homonymes, voir Brunner.
Christoph Brunner, né le 19 août 1969 à Zurich, est un ténor suisse. 
Il étudie le chant et le piano à Zurich et se perfectionne auprès de Reiner Goldberg à Berlin et Adele Stolte à Potsdam.